# Lettonie au Concours Eurovision de la chanson 2020
La Lettonie était l'un des quarante et un pays participants prévus du Concours Eurovision de la chanson 2020, qui aurait dû se dérouler à Rotterdam aux Pays-Bas. Le pays aurait été représenté par Samanta Tīna et sa chanson Still Breathing sélectionnées via l'émission Supernova 2020. L'édition est finalement annulée en raison de la pandémie de Covid-19.

## Sélection
Le diffuseur letton LTV confirme sa participation à l'Eurovision 2020 le 10 octobre 2019.
Le diffuseur reçoit 126 candidatures, qu'il réduit ensuite à 26 chansons qui devront passer devant un jury. De ces 26, 9 sont sélectionnées pour la finale télévisée qui a lieu le 8 février 2020.
Le résultat de la sélection est décidé par le vote du public uniquement, par télévote ou via Internet.
| Ordre | Artiste         | Chanson                 | Vote     | Vote     | Vote   | Place |
| Ordre | Artiste         | Chanson                 | Internet | Télévote | Total  | Place |
| ----- | --------------- | ----------------------- | -------- | -------- | ------ | ----- |
| 1     | Seleste         | Like Me                 | 2,43%    | 3,31%    | 2,82%  | 6     |
| 2     | DRIKSNA         | Stay                    | 1,04%    | 1,90%    | 1,42%  | 9     |
| 3     | Katrīna Bindere | I Will Break Your Heart | 1,22%    | 1,89%    | 1,52%  | 8     |
| 4     | Edgars Kreilis  | Tridymite               | 2,74%    | 2,11%    | 2,46%  | 7     |
| 5     | Katrīna Dimanta | Heart Beats             | 22,63%   | 34,98%   | 28,12% | 2     |
| 6     | Miks Dukurs     | I'm Falling for You     | 7,69%    | 6,93%    | 7,35%  | 4     |
| 7     | ANNNA           | Polyester               | 19,22%   | 13,84%   | 16,83% | 3     |
| 8     | Bad Habits      | Sail with You           | 3,79%    | 4,40%    | 4,06%  | 5     |
| 9     | Samanta Tīna    | Still Breathing         | 39,24%   | 30,63%   | 35,42% | 1     |

La soirée se conclut sur la victoire de Samanta Tīna et de sa chanson Still Breathing, désignées ainsi représentantes de la Lettonie à l'Eurovision 2020.

## À l'Eurovision
La Lettonie aurait participé à la deuxième demi-finale, le 14 mai puis, en cas de qualification, à la finale du 16 mai 2020.
Le 18 mars 2020, l'annulation du Concours en raison de la pandémie de Covid-19 est annoncée.